# Kanzi (pomme)
 (septembre 2011).
Si vous disposez d'ouvrages ou d'articles de référence ou si vous connaissez des sites web de qualité traitant du thème abordé ici, merci de compléter l'article en donnant les références utiles à sa vérifiabilité et en les liant à la section « Notes et références ».

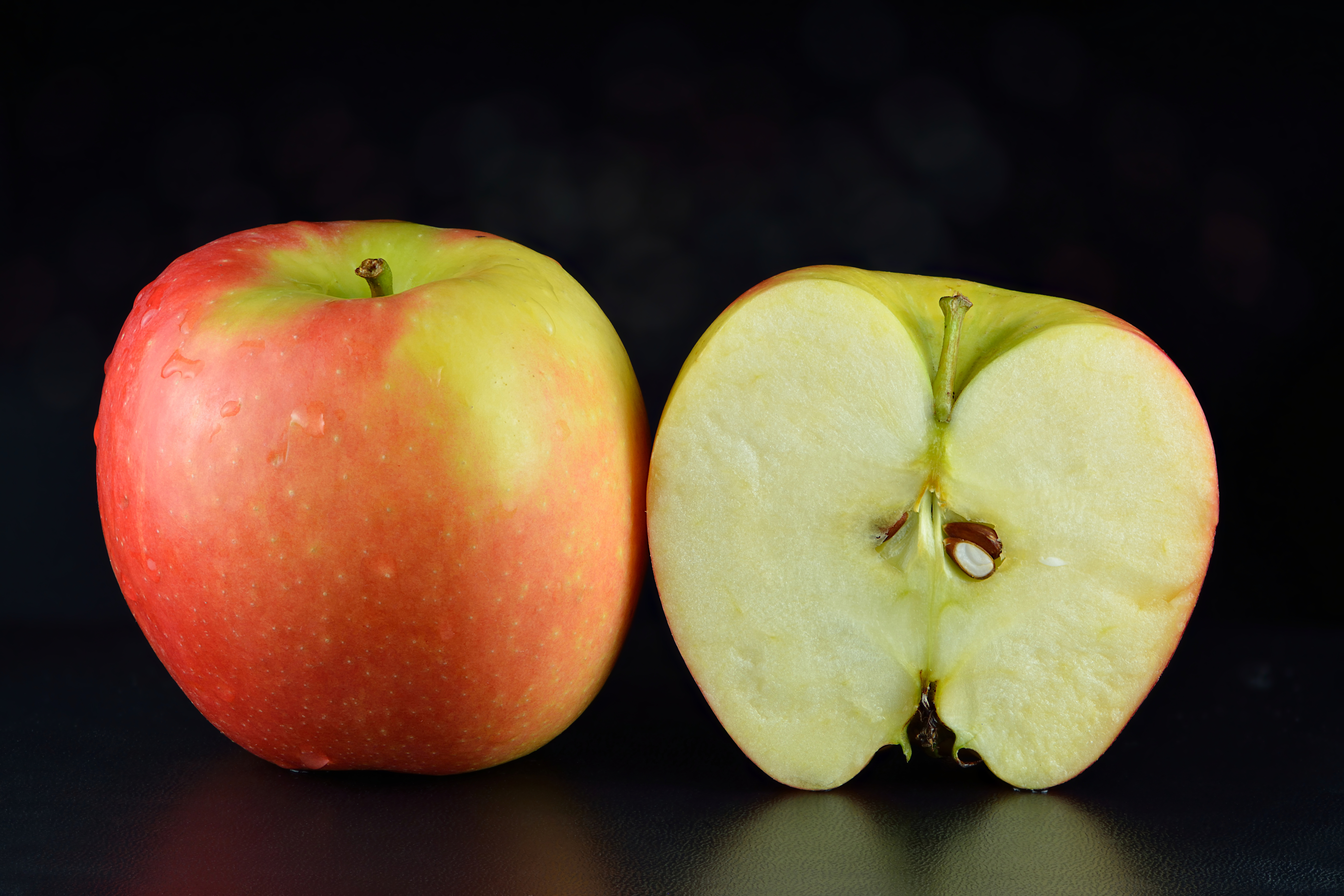

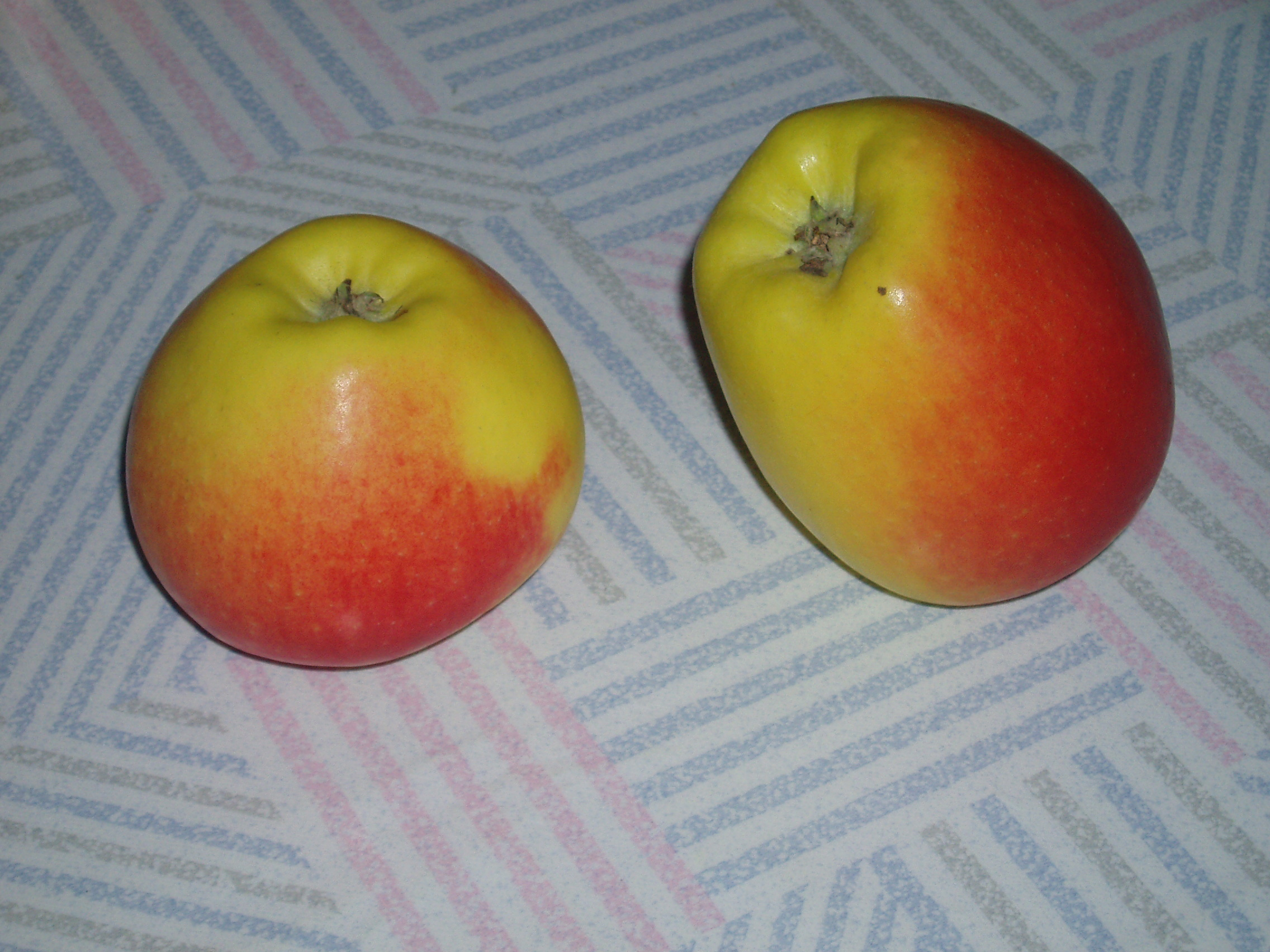

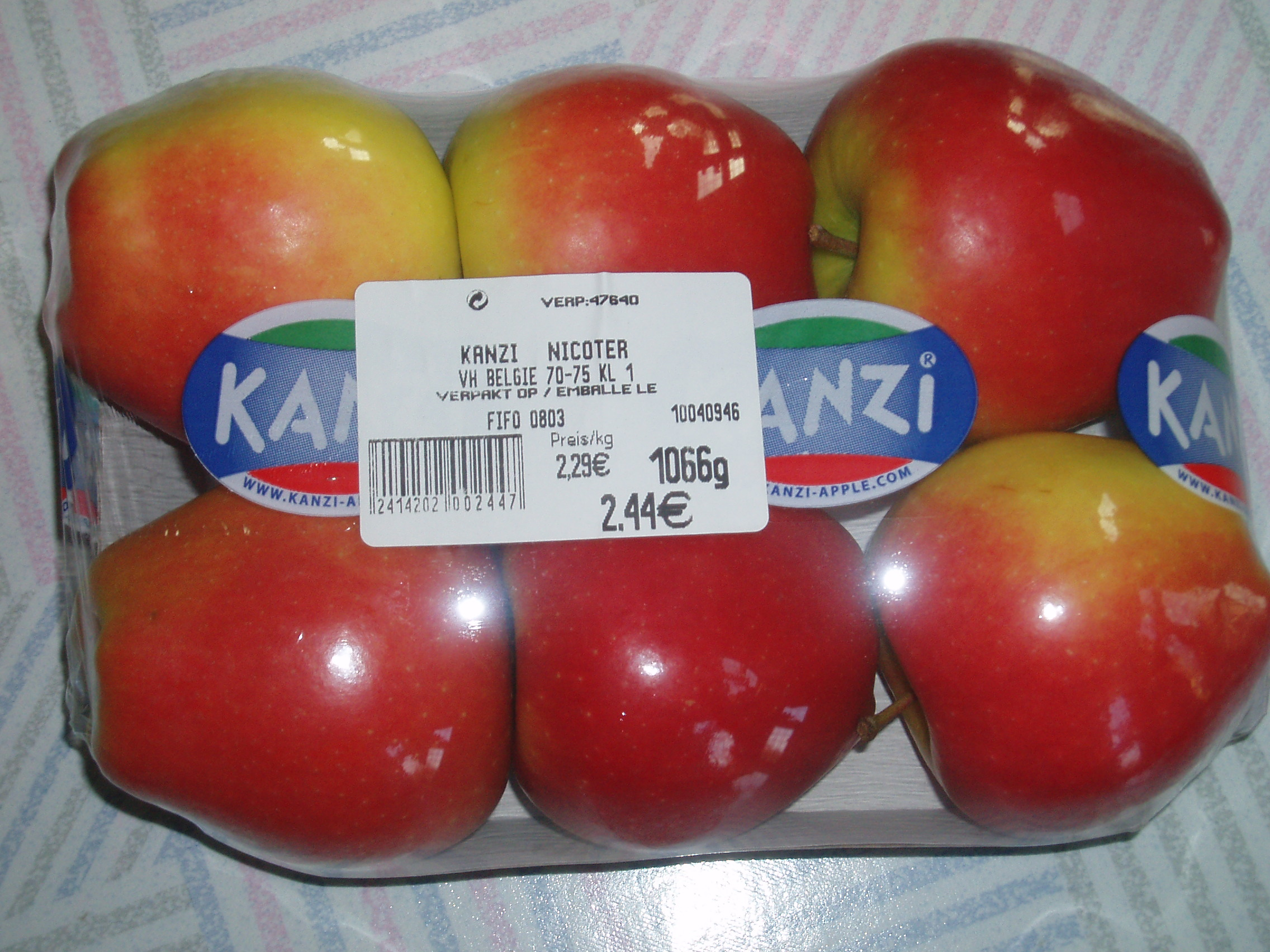

Kanzi est une marque protégée utilisée en connexion avec un cultivar de pommier domestique qui s'appelle Nicoter (nom de variété).

## Description
Pomme appropriée à l'agriculture intensive.
- Chair : croquante et juteuse
- Calibre : moyen
- Forme : tronconique à sphérique
- Coloration de la peau : rouge lavée.

## Origine
Pépinière Johan Nicolai, Saint-Trond, Belgique

## Parenté
Croisement de deux autres cultivars réputés de l'agriculture intensive: Gala x Braeburn.

## Culture
Maturité : quelques jours avant Golden Delicious

## Maladies
- Chancre : assez susceptible